# Rudolf Augstein
Rudolf Karl Augstein (5. november 1923 – 7. november 2002) var en af de mest indflydelsesrige tyske journalister, grundlægger og medejer af Der Spiegel.